# Ematina
Ematina è il nome che viene dato al gruppo eme dell'emoglobina (macromolecola formata da quattro molecole di globina) quando ha legato l'ossigeno in sede di scambio polmonare.
Lo stato di ematina è quindi una condizione che può assumere il gruppo prostetico contenente ferro, legato alla molecola di emoglobina, presente nel sangue dei vertebrati.
Tale gruppo contiene quattro atomi di ferro (uno per ogni molecola di globina) che sono allo stato ferroso quando non vi è legato l'ossigeno assunto dall'organismo tramite il processo di inspirazione (in questo caso anziché di emoglobina si parla più propriamente di deossiemoglobina), e sono invece allo stato ferrico quando hanno captato l'ossigeno (in questo caso si parla più propriamente di ossiemoglobina). Nel primo caso il gruppo prostetico prende il nome di gruppo eme (il ferro è quindi allo stato ferroso), nel secondo prende il nome di ematina (il ferro è adesso allo stato ferrico).
La captazione dell'ossigeno da parte del gruppo eme è un fenomeno reversibile: l'ossigeno infatti viene poi ceduto a livello tissutale per permetterne l'uso nel metabolismo cellulare. A tale livello quindi di nuovo si passa dallo stato di ematina allo stato di eme.
L'anidride carbonica prodotta dai tessuti come risultato del metabolismo e destinata ad essere emessa con l'espirazione viene in parte (circa il 20%) captata dai residui amminoterminali delle catene proteiche dalle quali l'emoglobina è composta. La percentuale restante è invece trasportata agli alveoli disciolta nel plasma sanguigno.